# Шамле
Шамле (фр. Chamelet) насеље је и општина у источној Француској у региону Рона-Алпи, у департману Рона која припада префектури Вилфранш сир Саон.
По подацима из 2011. године у општини је живело 663 становника, а густина насељености је износила 45,95 становника/km². Општина се простире на површини од 14,43 km². Налази се на средњој надморској висини од 309 метара (максималној 742 m, а минималној 291 m).

## Демографија
| 1962. | 1968. | 1975. | 1982. | 1990. | 1999. | 2011. |
| ----- | ----- | ----- | ----- | ----- | ----- | ----- |
| 378   | 388   | 375   | 464   | 510   | 575   | 663   |

График промене броја становника у току последњих година